# 糸之瀬村
糸之瀬村（いとのせむら）は、群馬県北東部、利根郡に属していた村。

## 地理
- 河川：片品川、室淵川

## 歴史
- 1889年（明治22年）4月1日 町村制施行により、糸井村、貝之瀬村が合併し北勢多郡糸之瀬村が成立する。
- 1896年（明治29年）4月1日 郡統合（北勢多郡と利根郡の統合）により利根郡に所属する。
- 1958年（昭和33年）11月1日 利根郡久呂保村と合併し、利根郡昭和村となる。